# Barrskogsantennmal
Barrskogsantennmal (Nematopogon robertellus) är en fjärilsart som först beskrevs av Carl Alexander Clerck 1759.  Barrskogsantennmal ingår i släktet Nematopogon, och familjen antennmalar. Arten är reproducerande i Sverige.

## Bildgalleri

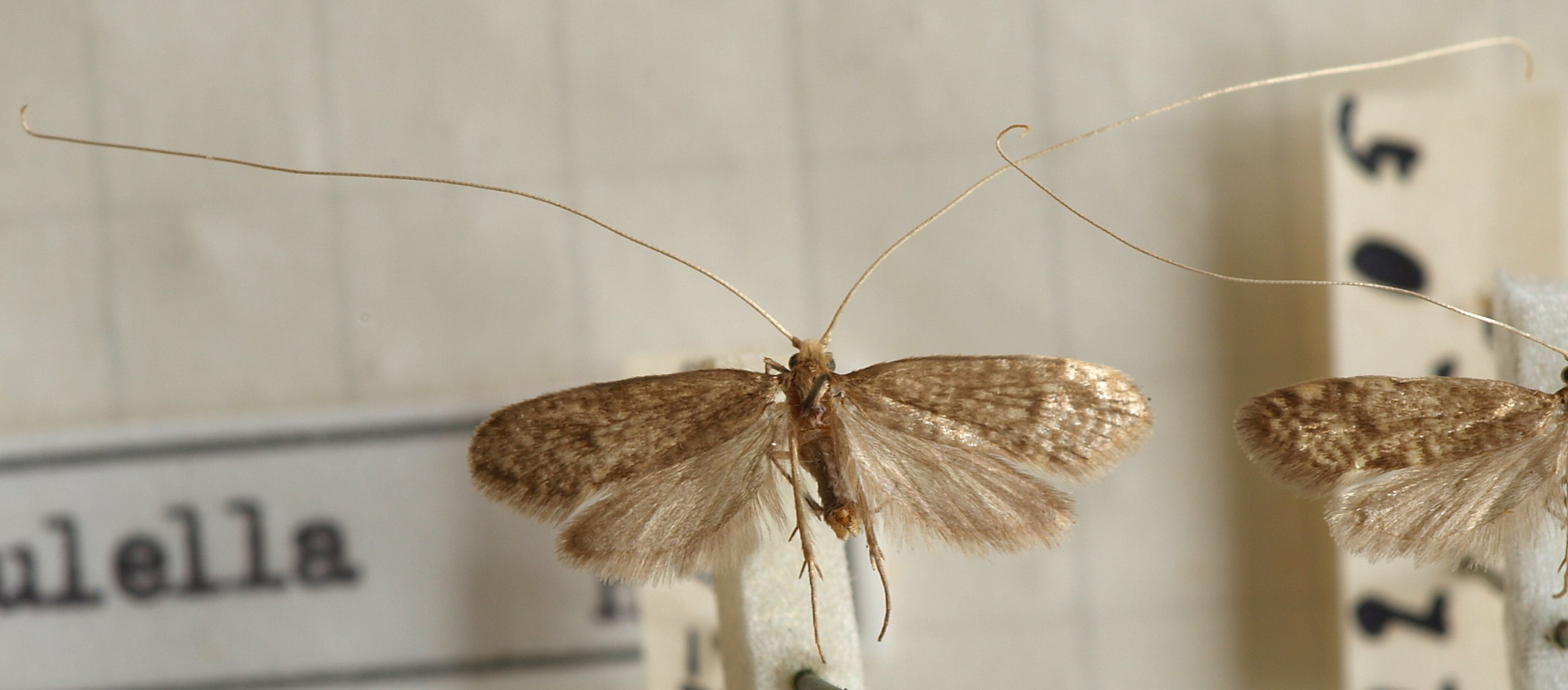
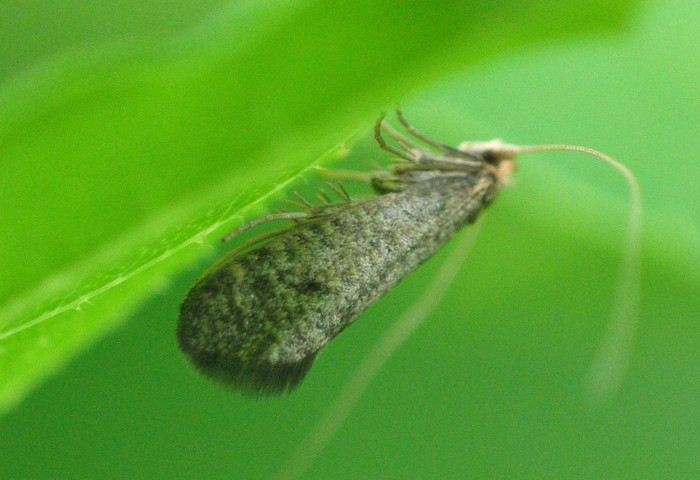